# Gothawagen T4-62
Bei den Gothawagen des Triebwagentyps T4-62 und den dazugehörigen Beiwagen vom Typ B4-61 handelte es sich um Großraumfahrzeuge, die Anfang der 1960er Jahre beim VEB Waggonbau Gotha für die Straßenbahnbetriebe in Berlin, Dresden und Magdeburg hergestellt wurden. Der erste Prototyp wurde 1958 nach Berlin ausgeliefert und später an die Serienfahrzeuge angepasst. Bis 1970 gelangten die Dresdner und Magdeburger Wagen ebenfalls nach Berlin, wo sie bis 1996 im regulären Einsatz waren. Von acht Fahrzeugen ist der Verbleib bekannt, je ein Trieb- und ein Beiwagen befinden sich in Magdeburg (2016 verschrottet) und Dresden (betriebsfähig für Sonderfahrten) sowie zwei Trieb- und ein Beiwagen in Berlin, darunter auch der Triebwagen-Prototyp von 1958. Ein Triebwagen steht im Eingangsbereich des Eisenbahn- und Technikmuseums in Prora auf Rügen.

## Geschichte

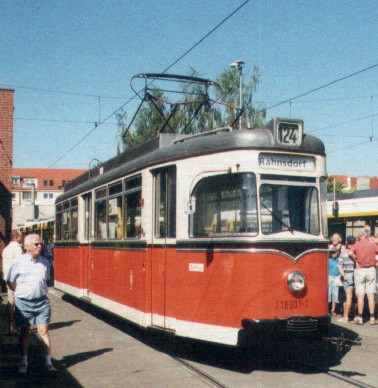
Der TDE 58 nach der Angleichung an die Serienfahrzeuge

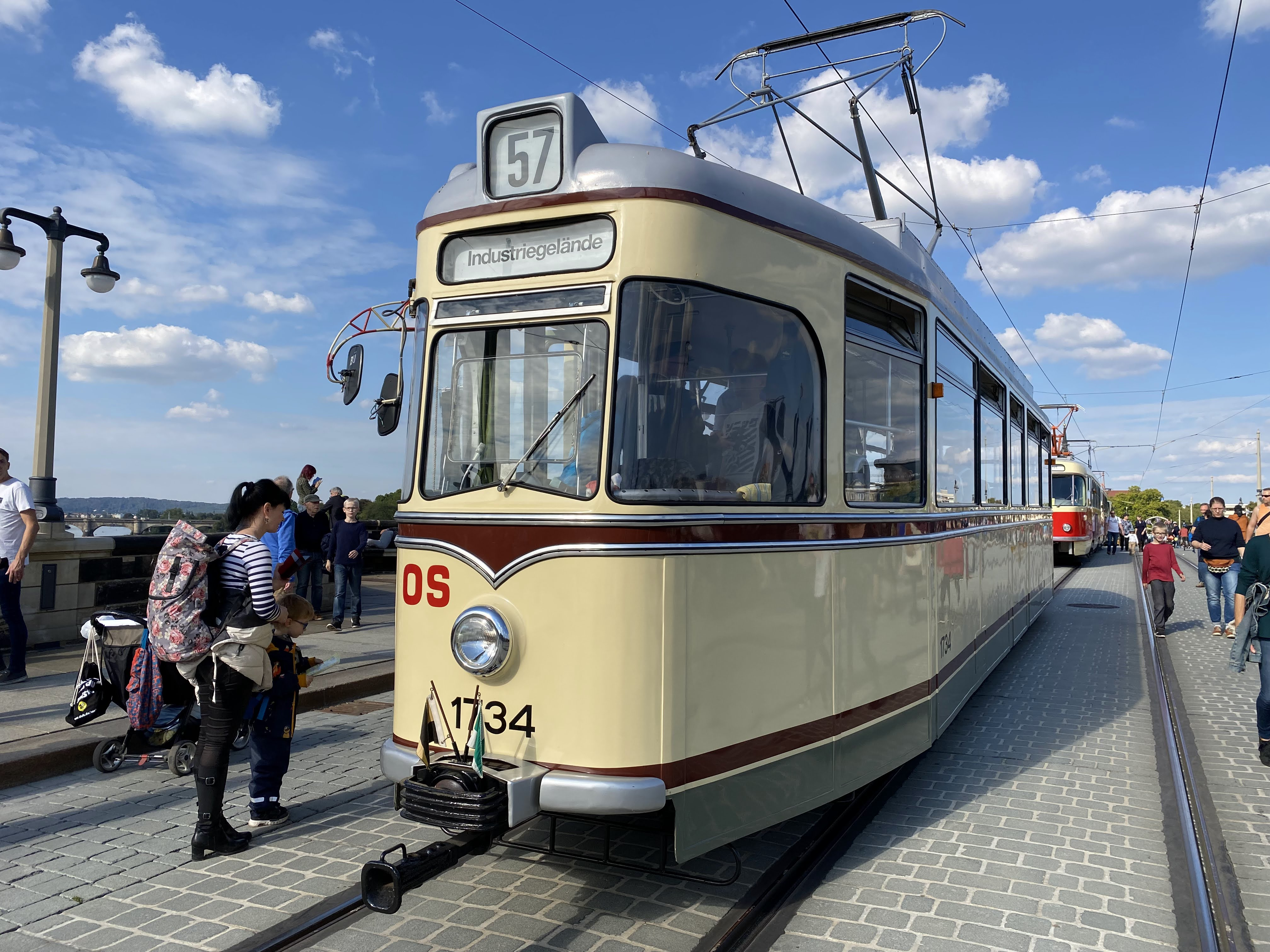
T4 62 Nr. 1734 beim 150-jährigen Jubiläum der Straßenbahn Dresden 2022

Bereits 1952 erprobten die Ost-Berliner Verkehrsbetriebe einen vierachsigen Großraumzug bestehend aus Trieb- und Beiwagen. Der im LOWA-Werk Werdau gebaute Zug vom Typ TDE 52 konnte auf Grund seiner Breite von 2,5 Metern nur auf dem Abschnitt zwischen S-Bahnhof Grünau und Alt-Schmöckwitz der Linie 86 eingesetzt werden. Nachdem die Produktion von Straßenbahnwagen von Werdau nach Gotha verlagert wurde, begann der dort ansässige Volkseigene Betrieb mit dem Bau eines neuen Großraumzuges, der 1958 nach Berlin geliefert wurde. Der Zug bestehend aus dem Triebwagen 8002 sowie dem Beiwagen 3002 wies die für Berlin typische Breite von 2,2 Metern auf. Der erste Einsatz im Fahrgastbetrieb erfolgte vom 7. Dezember 1959 bis zum 31. Dezember 1960 auf der Linie 86. Gemäß dem 1934 eingeführten Typenschlüssel der BVG wurden die Wagen als TDE 58 bzw. BDE 58 geführt. Ausgeschrieben bedeuteten diese Kürzel Einrichtungs-Drehgestell-Trieb- bzw. Beiwagen mit dem Baujahr 1958.
Die Wagen waren als vierachsige Einrichtungs-Großraumwagen ausgelegt. Sie verfügten über drei Türen, von denen die mittlere und hintere als doppelseitige, beim Triebwagen die vordere als einfache Falttür ausgeführt waren. Es standen im Triebwagen 26, im Beiwagen 28 Sitzplätze zur Verfügung. Jedes Drehgestell wurde von zwei längs liegenden Halbspannungsmotoren angetrieben. Die Steuerung erfolgte über einen Zentralfahrschalter mit Druckknopf-Betätigung. Dieses Prinzip kam bereits bei den Dresdner Hechtwagen zum Einsatz. Auch vom Grundriss her erinnerten die Gothawagen mit ihren verjüngten Wagenenden leicht an die Hechtwagen. Optisch unterschied sich dieser Zug durch die stärker geneigte Frontscheibe sowie an den drei, statt der üblichen zwei Seitenfenstern zwischen den Türen. Die Kosten für die Entwicklung und den Aufbau des Zuges beliefen sich auf rund 1½ Millionen DM, er wurde am 18. Dezember 1961 an die BVG für 306.000 DM verkauft.

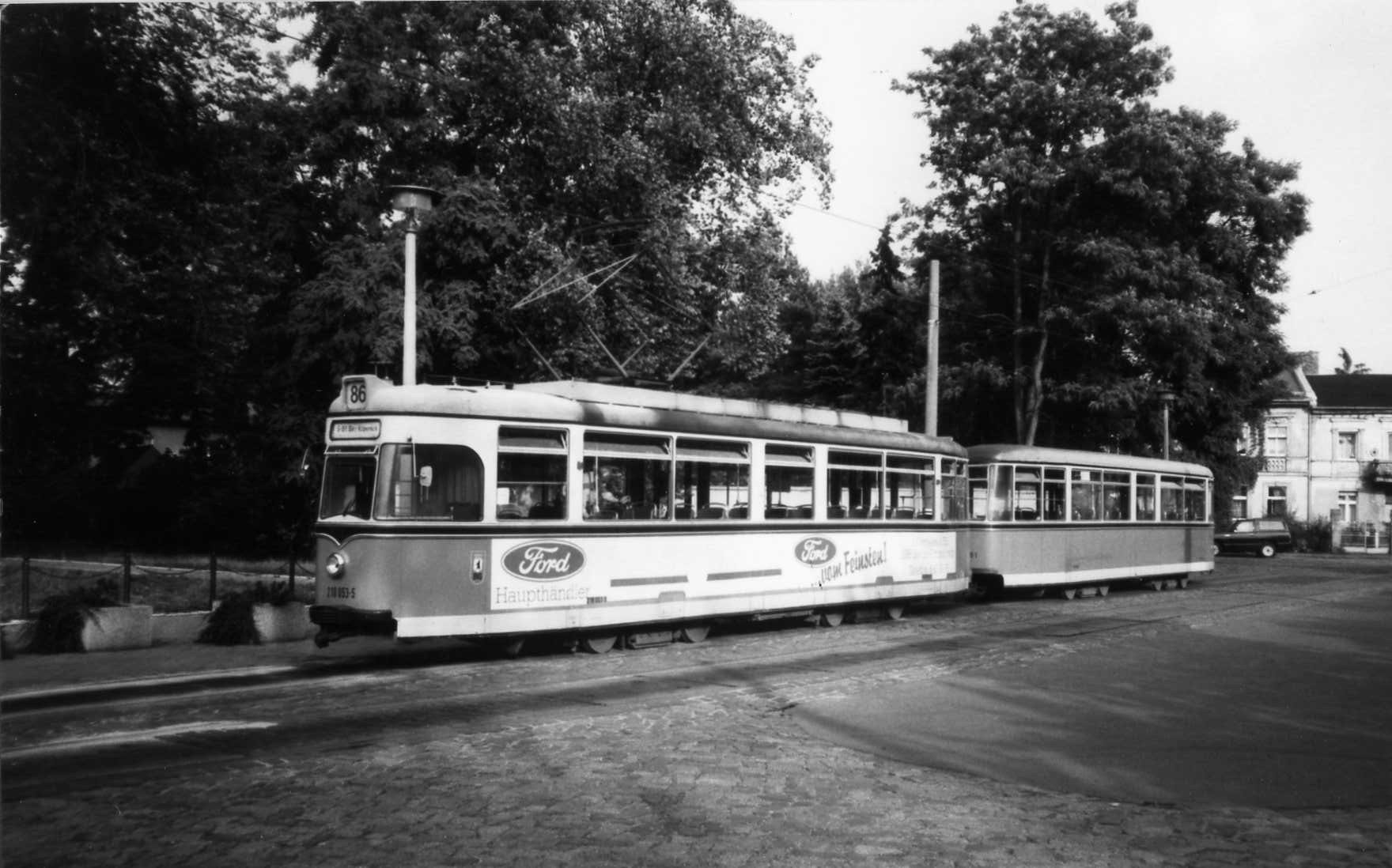
Ein Gothaer Großraumtriebwagen mit passendem Beiwagen 1993 in Berlin-Schmöckwitz

Der Waggonbau Gotha begann ab 1961 mit der Serienproduktion der Großraumwagen. In der dazwischen liegenden Zeit änderten die Gothaer die Pläne für den Typen so weit, dass ein möglichst hoher Einsatz typengleicher Komponenten bereits bestehender Baureihen gewährleistet werden konnte. Optisch zeigte sich dies durch die geänderte Stirnfront und den nun nur zwei – aber breiteren – Seitenfenstern zwischen den Türen. Die vordere Einstiegstür wurde bei den Serienfahrzeugen verbreitert und ebenfalls als doppelseitige Falttür ausgeführt, deren Öffnung allerdings nur eine Breite von 1240 mm aufwies. Die Sitzplatzanzahl der Triebwagen wurde gegenüber dem TDE 58 um einen verringert. Der Prototyp-Zug wurde später den neuen Wagen äußerlich angepasst. Die Fensteraufteilung und die vordere schmalere Tür (beim Triebwagen) blieben dabei erhalten.
Aufgrund von Produktionsengpässen begann zunächst nur der Bau von Beiwagen, die ab 1961 nach Berlin ausgeliefert wurden. Erst ein Jahr später folgten die dazugehörigen Triebwagen. Dadurch ist die Typenbezeichnung T4-62 für die Triebwagen zu erklären. Bis 1964 wurden 32 Trieb- sowie 88 Beiwagen in die Hauptstadt ausgeliefert. Ferner erhielten die Bezirksstädte Magdeburg und Dresden 14 bzw. 19 Züge. In Berlin wurden die Wagen gemäß dem Typenschema als TDE 61 bzw. BDE 61 geführt.
| bis 1970            | ab 1970                 | frühere Nummern                |
| ------------------- | ----------------------- | ------------------------------ |
| 8002–8034 3002–3090 | 218 001–033 268 001–089 |                                |
| 8035–8053 3091–3109 | 218 034–052 268 090–108 | 1731–1749 2001–2019 ex Dresden |
| 8054–8067 3110–3123 | 218 053–066 268 109–122 | 0431–444 0561–574 ex Magdeburg |

Da die beiden Bezirksstädte bereits wenige Jahre später Großraumwagen des Typs Tatra T4D aus tschechoslowakischer Produktion bezogen, fanden sie keine Verwendung für die Gothaer Großraumwagen. Dresden übergab seine 19 Züge in den Jahren 1968/69 nach Berlin, Magdeburg seine 14 Züge in den Jahren 1969/70. Damit waren die Gothaer Großraumwagen ab 1970 ausschließlich in Berlin im Einsatz. Im gleichen Jahr führte die BVB (VEB Kombinat Berliner Verkehrsbetriebe) ein an der Deutschen Reichsbahn orientiertes EDV-Baureihenschema ein. Für die Straßenbahn wurde der 200er Zahlenbereich reserviert. Die Züge wurden entsprechend aufgeteilt.
Eingesetzt wurden die Züge aus T4-62 und B4-61 zunächst auf Köpenicker Linien, während die überzähligen Beiwagen auch im innerstädtischen Netz hinter zweiachsigen Rekotriebwagen in Einrichtungsbauart eingesetzt wurden. Nach Übernahme der Wagen aus Dresden und Magdeburg waren diese Züge fast im gesamten Stadtgebiet anzutreffen. 1993 wurden die Fahrzeuge nach Oberschöneweide umstationiert und hatten ihr Einsatzgebiet ausschließlich in Köpenick. Bereits ab 1980 wurden die ersten Wagen ausgemustert, nachdem die BVB Mitte der 1970er Jahre die ersten Gelenktriebwagen vom Typ Tatra KT4D aus Prag bezogen hatte. Der vermehrte Einsatz der KT4D sowie ab 1988 der Einsatz der kürzeren, gelenklosen Tatra T6A2 beschleunigten diesen Prozess. Vorrangig wurden die überzähligen Beiwagen ausgemustert. Am 31. Dezember 1991 standen bei der BVG lediglich 15 Züge noch zur Verfügung. Bis 1995 wurden auch diese Züge aus dem Betrieb entfernt. Das offizielle Einsatzende war am 1. Juni 1996. Zum Ende der Einsatzzeit kam es aufgrund vorrangiger Ausmusterung der Triebwagen wegen Ersatzteilmangels nochmals zum Einsatz von B4-61 hinter Rekotriebwagen. Nach der Ausmusterung der Wagen gelangten je zwei Wagen nach Dresden (218 037 & 268 104) sowie nach Magdeburg (218 063 & 268 114, beide Wagen 2016 jedoch verschrottet). Die beiden Züge waren ursprünglich in diesen Städten beheimatet. In Berlin verblieben die Triebwagen 218 001 und 025 sowie der Beiwagen 268 058.